# Rhyssemus franzi
Rhyssemus franzi är en skalbaggsart som beskrevs av Rudolph Petrovitz 1963. Rhyssemus franzi ingår i släktet Rhyssemus och familjen Aphodiidae. Inga underarter finns listade i Catalogue of Life.